# アフマド・オラービー
アフマド・オラービー（アラビア語: أحمد عرابى, アラビア語発音: [ˈæħmæd ʕoˈɾˤɑːbi]、1841年4月1日 - 1911年9月21日）は、エジプトの政治家、軍人、革命家。
アラブ系エジプト人将校への差別待遇の改善を求めてオラービー革命を起こし、後にはエジプトの近代化をも目指した。さらに英仏に半植民地化される自国の運命を救おうとしたが、イギリスの武力侵攻を招き、敗戦してセイロン島へ流刑に処された。
アーメド・オラービーや、オラービー・パシャといった名称がある他、アフマド・ウラービーなど表記ゆれもある。

## 生涯

### 前半生
1841年4月1日にエジプト・ザガジグ近くの農村の有力者の息子として生まれる。
当時のエジプト軍はムハンマド・アリー朝の支配のもと、トルコ系が優先され、アラブ系は排除されていたが、副王サイード・パシャの改革のおかげで、アラブ系の彼にも士官学校入学の道が開け、13歳の時に入学した。
サイードから寵愛され、侍従武官として急速に昇進。20歳にして中佐となる。だがサイードが崩御し、イスマーイール・パシャの御世になるとアラブ系に道を開く政策は継続されたものの、トルコ系を優先して昇進させる慣例が復活し、オラービーの昇進も止まった。

### オラービー革命
この政策に反発するアラブ系将校たちのリーダー的存在となり、大佐階級の時の1881年1月15日にアラブ系軍人に対する差別人事を改めるよう政府に嘆願書を提出した。政府はオラービーを反逆容疑で逮捕して軍法会議にかけたが、逮捕を事前に予想していたオラービーは部下たちに対応を伝達しており、部下たちは軍法会議が行われている軍事省を強襲、オラービーを救出した。オラービーは間髪いれず副王タウフィーク・パシャの宮殿を包囲してマハムード・サーミー・アル・バールーディーを陸軍大臣に任命させた。
しかしオラービーの増長を警戒したタウフィークは1881年8月にバールーディーを陸軍大臣から解任した。これに対抗し、オラービーは再び副王の宮殿を包囲し、「エジプト人民の名のもと、現内閣を更迭し、議会を招集、憲法を制定、軍拡せよ」と要求した。これまでのオラービーの要求は軍内の人事のみだったが、この時に初めて政治的要求を突き付けた。タウフィークは再び屈服し、新内閣が発足、バールーディーが陸相に復帰し、オラービーもその次官となった。1881年11月に議会が開かれ、翌年1月にはエジプト史上初めてとなる憲法草案が議会にかけられた。
こうしたオラービーの活躍にエジプトの債権国であるイギリスとフランスは脅威を抱くようになった。1881年11月にフランス首相となったレオン・ガンベッタは対外強硬派であり、エジプトの民族運動を放置すればフランスのチュニジアやアルジェリアに対する植民地支配は危機に晒されると主張し、イギリスとともに「英仏両国はタウフィークを支持する」とする宣言を発した。さらに英仏は債権回収ができなくなることを恐れ、予算の審議権をエジプト議会に渡すまいとエジプト議会の憲法審議の妨害に明け暮れた。
英仏の介入を阻止すべく、議会はタウフィークにバールーディーを首相とし、オラービーを陸軍大臣とする民族主義内閣を成立させることを要求。この時もタウフォークは屈服し、1882年2月に民族主義内閣を発足させた。
だがこの頃からオラービーの独善ぶりも目立つようになり、トルコ系軍人の解任とアラブ系軍人の昇進を強引に推し進め、1882年4月にはオラービー暗殺を企てたとしてトルコ系高級将校を50人も逮捕し、このうち40人をスーダン流刑に処した。暗殺計画の存在を怪しんでいたタウフィークは判決の承認を拒否した。ここにきてオラービーはついに王政廃止を主張するようになった。

### イギリスの武力侵攻

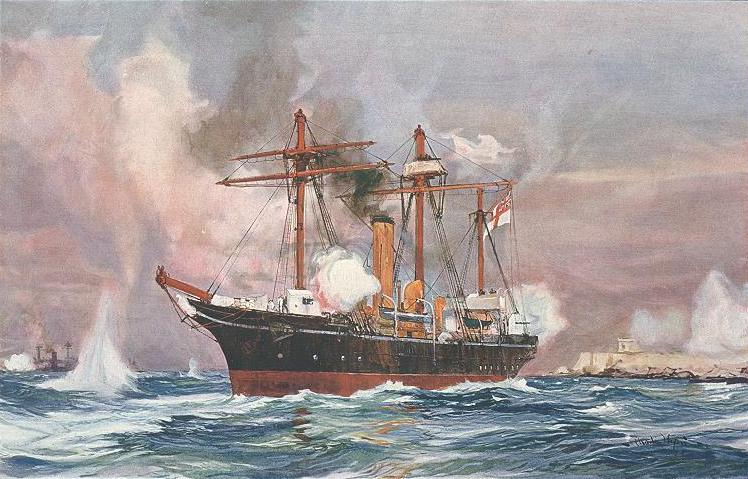
1882年、イギリス海軍によるアレクサンドリア要塞への砲撃

民族主義内閣の誕生でエジプト国内では各地で排外運動、反ヨーロッパ運動が盛り上がっており、ヨーロッパ人たちは自国の大使館に身の危険を訴えるようになった。
事態を危険視したフランス首相シャルル・ド・フレシネは邦人保護のためと称してアレクサンドリアに艦隊を派遣しようとイギリス首相ウィリアム・グラッドストンに呼びかけた。イギリスもこれを了承して1882年5月20日に英仏両国は艦隊をアレクサンドリア沖に送り、バールーディーとオラービーの解任をタウフィークに要求した。
タウフィークはバールーディーを解任したが、オラービーの解任は軍の反乱を招くと恐れて回避した。エジプト民衆の間にもオラービーを支持する者が多く、オラービーはヨーロッパの植民地支配に立ち向かえる唯一の人という意味で「アル・ワヒード」と呼ばれるようになった。
6月11日、アレクサンドリアで反ヨーロッパ暴動が発生し、英国領事をはじめとするヨーロッパ人50人が死傷する事件が発生した。オラービーは邦人保護を名目に英仏軍が上陸してくることを恐れ、アレクサンドリアの要塞修復にとりかかった。イギリス海軍はこの要塞修復をもってオラービーによる戦争準備と看做し、オラービーに砲台撤去を求める最後通牒を突きつけた。オラービーがこれを無視すると7月11日よりイギリス海軍はアレクサンドリア砲撃を開始した。13日にはオラービーもイギリスに宣戦布告した。副王タウフィークはイギリス側に寝返り、イギリス艦隊へ逃げ込むと「オラービーは反逆者」と宣言した。
オラービーは防衛を固めたが、フランス人外交官フェルディナン・ド・レセップスの「スエズ運河の中立を犯す国はない」という保証を信じ、この方面の防備を固めなかった。だが、グラッドストンはオラービーがスエズ運河を狙っていると疑い、この方面にイギリス陸軍を上陸させることを決定した。
一方フランス首相ド・フレシネは艦隊派遣の予算をフランス議会から拒否されたため、辞職を余儀なくされ、フランス艦隊は撤退した。結局イギリスのみでエジプト侵攻を行うこととなった。
サー・ガーネット・ヴォルズリー将軍率いる2万人のイギリス軍が1882年8月19日にアレクサンドリアに上陸し、スエズ運河一帯を占領した。さらに9月13日にテル・エル・ケビールに駐屯する2万2000人のエジプト軍に夜襲をかけて壊滅させた（テル・エル・ケビールの戦い）。これにより無防備となったカイロは無血占領された。
以降エジプトは第一次世界大戦後までの長きにわたってイギリスの軍事支配下に堕ちた。

### 挫折後
オラービーは逮捕され、12月3日に死刑判決を受けるも、エジプト民族主義運動に同情的なイギリス人著名人の嘆願などでタウフィークから減刑が認められ、英領セイロン島に流刑となった。
セイロンに流されていた際、谷干城（当時、農商務大臣）、東海散士（同秘書官）が彼を訪ね会見している。東海散士は後に『埃及近世史』を著した。
1901年に恩赦され、エジプトへ帰国するもすでに民衆からは忘れされた存在となっており、民族主義指導者層の間でも改革を急ぎすぎてイギリス占領を招いた人物として評価は低くなっていた。以降は政治に関わることなく、1911年にカイロで死去。
1952年のエジプト革命後、ガマール・アブドゥル＝ナーセルらから「エジプト民族主義の父」として名誉回復され、エジプトの民族的英雄に昇華した。

## 人物
日本の明治維新に関心を持ち、エジプトで失敗した近代化改革が日本で成功した理由について、幕末から明治初期の日本は生糸しか主要産業がなく、イギリス・フランスにとっての日本の価値は大市場である清の付属品、あるいは太平洋進出のための薪炭・水の補給地でしかなく、スエズ運河を有するエジプトに比べて重要度が低かったことがあると考え、日本は地理的な好条件に恵まれていたと羨ましがったという。